# Wet Dreamz
«Wet Dreamz» (en español: Sueños Húmedos) es una canción del rapero norteamericano J. Cole, lanzado el 14 de abril de 2015 como segundo sencillo promocional de su tercer álbum de estudio, 2014 Forest Hills Drive. El tema contiene muestras de la canción "Mariya" de Family Circle e "Impeach the President" de The Honey Drippers. El sencillo fue producido por J. Cole. Hacia el 21 de junio de 2016 ha sido certificado Platino por la Asociación de Industria del Registro de América (RIAA).

## Composición
El sencillo fue compuesto y escrito por J. Cole junto con Charles Simmons y Roy Hammond. En las letras Cole recuerda su primera experiencia sexual cuando era casto y como él tenía que hacerse pasar por un joven experimentado para no defraudar a su chica. La historia da un giro impresionante cuando la chica le confiesa a Cole que ella también es virgen.

## Vídeo musical
El 14 de abril de 2015, el vídeo para "Wet Dreamz" fue subido a la cuenta oficial de J. Cole en YouTube. En el vídeo se puede observar a una pareja de perros de razas distintas jugando y haciendo piruetas de forma humorística mientas acompañan a sus respectivos dueños que parecen ser presuntamente J. Cole y una chica con quien al final él logra tener sexo. 

## Listas de posicionamiento
| Lista (2015-2016)                      | Posicionamiento |
| -------------------------------------- | --------------- |
| Estados Unidos (Billboard Hot 100)     | 61              |
| Estados Unidos (Hot R&B/Hip-Hop Songs) | 16              |
| Estados Unidos (Hot Rap Songs)         | 12              |